# Jimmy Carson
James Charles Carson  (né le 20 juillet 1968 à Southfield, dans l'état du Michigan aux États-Unis), est un joueur professionnel retraité de hockey sur glace.

## Biographie
Natif des États-Unis, Carson est en réalité d'origine grecque : son grand-père a changé leur nom ancestral de Kyriazopoulos pour celui de Carson.
Il a connu une carrière junior remarquable, étant nommé la recrue offensive de l'année dans la Ligue de hockey junior majeur du Québec en 1985.
Lors de ses trois premières saisons dans la Ligue nationale de hockey, il connut d'excellents résultats, ayant même été nommé au sein de l'équipe étoile des recrues pour la saison 1986-1987. Il participa au Match des étoiles de la LNH en 1989.
Le 9 août 1988, il fut impliqué dans une des plus grandes, voire la plus grande transaction de la Ligue nationale, il passa des Kings de Los Angeles aux Oilers d'Edmonton, en compagnie de Martin Gélinas, le 1er choix des Kings en 1989 (plus tard, échangé au New Jersey, qui sélectionnèrent Jason Smith), le 1er choix de 1991 (Martin Rucinsky), celui de 1993 (Nick Stajduhar), ainsi qu'une somme d'argent, en retour, les Kings obtinrent Wayne Gretzky, Mike Krushelnyski et Marty McSorley.
Il ne joua que 84 parties avec les Oilers avant d'être échangé à nouveau. Cette fois-ci, il prenait la direction de Détroit où il évolua durant 4 ans avant de retourner, pour un court laps de temps, avec les Kings de Los Angeles.
Durant la saison 1995-96, il quitta la LNH pour aller jouer 13 parties avec l'équipe de Lausanne en Suisse. Il signa ensuite son dernier contrat en tant que joueur avec les Vipers de Detroit de la Ligue Internationale de hockey (LIH).
Après une carrière de 15 ans au niveau professionnel, il devint conseiller financier.

## Statistiques
| Saison       | Équipe               | Ligue        |     | Saison régulière | Saison régulière | Saison régulière | Saison régulière | Saison régulière | Saison régulière |    | Séries éliminatoires | Séries éliminatoires | Séries éliminatoires | Séries éliminatoires | Séries éliminatoires | Séries éliminatoires |
| Saison       | Équipe               | Ligue        | PJ  | B                | A                | Pts              | Pun              | +/-              | PJ               | B  | A                    | Pts                  | Pun                  | +/-                  |                      |                      |
| 1984-1985    | Junior de Verdun     | LHJMQ        | 68  | 44               | 72               | 116              | 12               | --               |                  |    |                      |                      |                      |                      |                      |                      |
| 1985-1986    | Junior de Verdun     | LHJMQ        | 69  | 70               | 83               | 153              | 46               | --               |                  |    |                      |                      |                      |                      |                      |                      |
| 1986-1987    | Kings de Los Angeles | LNH          | 80  | 37               | 42               | 79               | 22               | -5               | 5                | 1  | 2                    | 3                    | 6                    | --                   |                      |                      |
| 1987-1988    | Kings de Los Angeles | LNH          | 80  | 55               | 52               | 107              | 45               | -19              | 5                | 5  | 3                    | 8                    | 4                    | -2                   |                      |                      |
| 1988-1989    | Oilers d'Edmonton    | LNH          | 80  | 49               | 51               | 100              | 36               | 3                | 7                | 2  | 1                    | 3                    | 6                    | 0                    |                      |                      |
| 1989-1990    | Oilers d'Edmonton    | LNH          | 4   | 1                | 2                | 3                | 0                | -2               |                  |    |                      |                      |                      |                      |                      |                      |
| 1989-1990    | Red Wings de Détroit | LNH          | 44  | 20               | 16               | 36               | 8                | -6               |                  |    |                      |                      |                      |                      |                      |                      |
| 1990-1991    | Red Wings de Détroit | LNH          | 64  | 21               | 25               | 46               | 28               | 3                | 7                | 2  | 1                    | 3                    | 4                    | -2                   |                      |                      |
| 1991-1992    | Red Wings de Détroit | LNH          | 80  | 34               | 35               | 69               | 30               | 17               | 11               | 2  | 3                    | 5                    | 0                    | 0                    |                      |                      |
| 1992-1993    | Red Wings de Détroit | LNH          | 52  | 25               | 26               | 51               | 18               | 0                |                  |    |                      |                      |                      |                      |                      |                      |
| 1992-1993    | Kings de Los Angeles | LNH          | 34  | 12               | 10               | 22               | 14               | -2               | 18               | 5  | 4                    | 9                    | 2                    | 1                    |                      |                      |
| 1993-1994    | Kings de Los Angeles | LNH          | 25  | 4                | 7                | 11               | 2                | -2               |                  |    |                      |                      |                      |                      |                      |                      |
| 1993-1994    | Canucks de Vancouver | LNH          | 34  | 7                | 10               | 17               | 22               | -13              | 2                | 0  | 1                    | 1                    | 0                    | 1                    |                      |                      |
| 1994-1995    | Whalers de Hartford  | LNH          | 38  | 9                | 10               | 19               | 29               | 5                |                  |    |                      |                      |                      |                      |                      |                      |
| 1995-1996    | Whalers de Hartford  | LNH          | 11  | 1                | 0                | 1                | 0                | 1                |                  |    |                      |                      |                      |                      |                      |                      |
| 1995-1996    | Lausanne HC          | LNA          | 13  | 3                | 4                | 7                | 14               | --               |                  |    |                      |                      |                      |                      |                      |                      |
| 1996-1997    | Vipers de Détroit    | LIH          | 18  | 7                | 16               | 23               | 4                | --               | 13               | 4  | 6                    | 10                   | 12                   | 0                    |                      |                      |
| 1997-1998    | Vipers de Détroit    | LIH          | 49  | 10               | 28               | 38               | 34               | 7                | 9                | 3  | 4                    | 7                    | 6                    | --                   |                      |                      |
| Totaux LNH   | Totaux LNH           | Totaux LNH   | 626 | 275              | 286              | 561              | 254              | -20              | 55               | 17 | 15                   | 32                   | 22                   | -2                   |                      |                      |
| Totaux LIH   | Totaux LIH           | Totaux LIH   | 67  | 17               | 44               | 61               | 38               | --               | 22               | 7  | 10                   | 17                   | 18                   | --                   |                      |                      |
| Totaux LHJMQ | Totaux LHJMQ         | Totaux LHJMQ | 137 | 114              | 155              | 269              | 58               | --               | 19               | 11 | 23                   | 34                   | 12                   | --                   |                      |                      |

## Honneurs et trophées
Ligue de hockey junior majeur du Québec
- Trophée Michel-Bergeron récompensant la recrue offensive de l'année en 1985.
- 2e équipe d'étoile en 1986.

Ligue nationale de hockey
- Équipe d'étoiles des recrues en 1987.
- Match des étoiles en 1989.

## Transactions en carrière
- Repêchage 1986 : réclamé par les Kings de Los Angeles (1er choix de l'équipe, 2e choix au total).
- 9 août 1988 : échangé par Los Angeles aux Oilers d'Edmonton avec Martin Gélinas, le choix de première ronde des Kings au repêchage de 1989 (échangé par la suite aux Devils du New Jersey qui y sélectionnent Jason Miller) le choix de première ronde des Kings en 1991 (Martin Rucinsky), le choix de première ronde des Kings en 1993 (Nick Stajduhar) et une somme d'argent en retour de Wayne Gretzky, Mike Krushelnyski et Marty McSorley.
- 2 novembre 1989 : échangé par Edmonton aux Red Wings de Détroit avec Kevin McClelland et le choix de cinquième ronde des Oilers au repêchage de 1991 (échangé par la suite aux Canadiens de Montréal qui y sélectionnent Brad Layzell) en retour de Petr Klima, Joe Murphy, Adam Graves et Jeff Sharples.
- 29 janvier 1993 : échangé par Détroit aux Kings de Los Angeles avec Marc Potvin et Gary Shuchuk en retour de Paul Coffey, Sylvain Couturier et Jim Hiller.
- 8 janvier 1994 : échangé par Los Angeles aux Canucks de Vancouver en retour de Dixon Ward.
- 15 juillet 1994 : signe à titre d'agent libre avec les Whalers de Hartford.